# شبه نظير

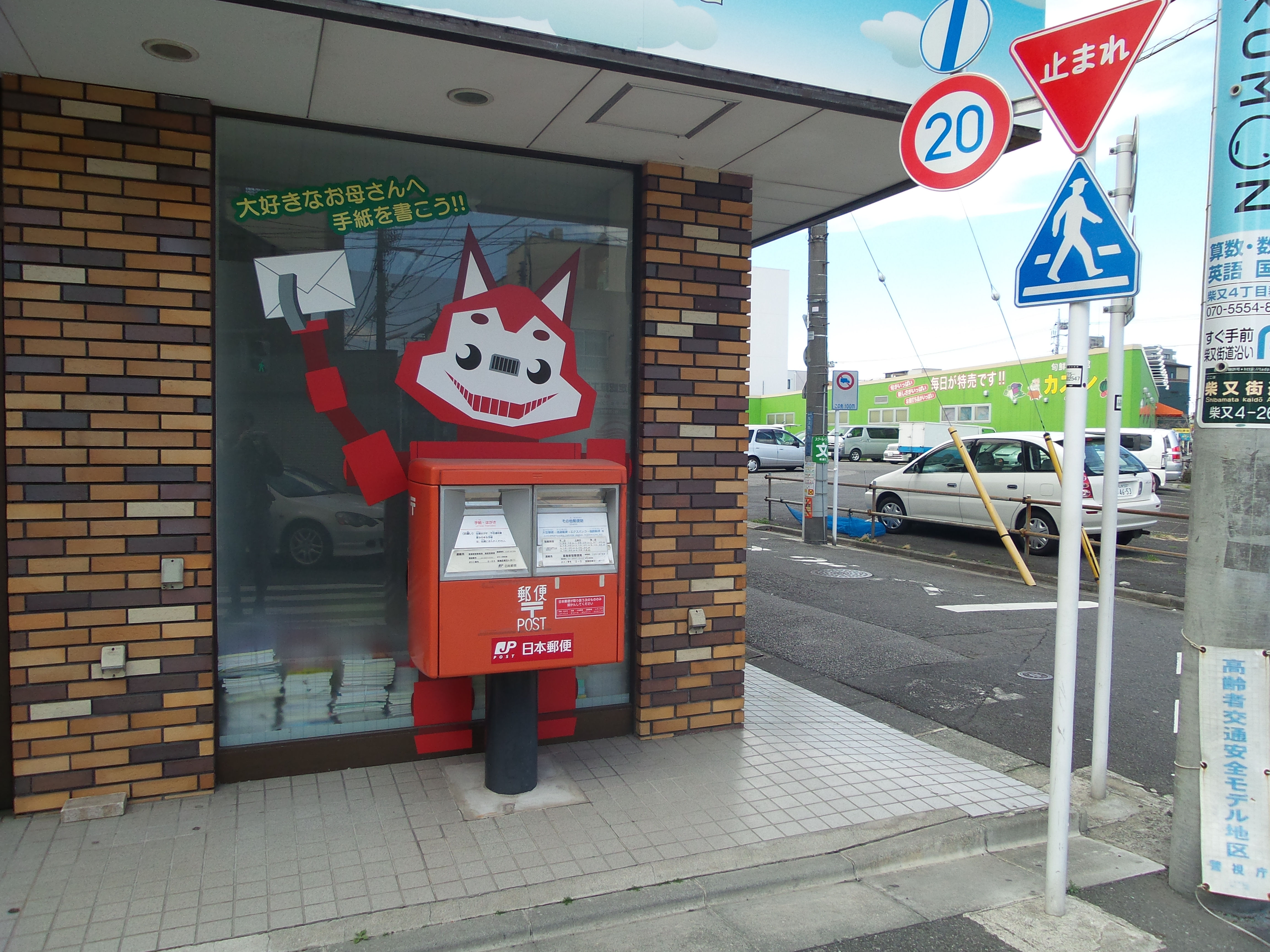
يطلب هذا الإعلان الياباني من الزائرين إرسال "手紙" (رسالة) إلى والدتهم. نفس الأحرف تعني "ورق المرحاض" باللغة الصينية.

شبه النظير (الجمع: أشباه النظائر) هو المصطلح المكافئ ل false friend الذي يعني حرفيًّا الصديق الكاذب، مرادف المضللات اللفظية ،أو المتشابهات شكليا الخادعة ، في اللغة هو اللفظ الذي يشبه نطق لفظ في لغة أخرى غير أن لكل لفظ معنى مخالف للفظ الآخر. قال عبد الرحمن السليمان في كتابه (دراسات في اللغة والتأثيل والمصطلح) "من جهة أخرى ثمة مشكلة أخرى تنتج عن التوظيف غير البريء للمرجعية الكتابية تتمثل في ظاهرة "أشباه النظائر" (= faux-amis) وهذه ظاهرة نجدها في كل اللغات التي تنتمي إلى أسرة لغوية واحدة. وهذه الظاهرة موجودة بحدة أكبر بين اللغات السامية. ونمثل على ذلك بـ "رب" و"وثب" فهما نموذجان واضحان لهذه الظاهرة، ذلك أن "رب" في العبرية تعني "سيد" فقط، بينما لها في العربية معنيان رئيسان: "السيد" و"الإله". وعليه فإن /רבי/ربي/رابي/ - بإضافة ياء الملك إليها - تعني في العبرية "سيدي"، ثم أصبحت تستعمل فيما بعد للدلالة على الحاخام اليهودي (بالإنكليزية: rabbi وبالفرنسية: rabbin). وعليه فإن ترجمة /רבי/ربي/رابي/ إلى العربية بـ "ربِّي" يعتبر خطأ نتيجة لكون الكلمتين من "أشباه النظائر". وهذه الحالة كثيرة الورود في  اللغات سامية.".